# Correo Argentino
Correo Argentino, S. A. fue una empresa argentina, concesionaria del servicio postal de su país desde 1997 hasta 2003.

## Historia
Nació en 1997 por un contrato de concesión del servicio postal, celebrado entre el Estado argentino y la Sociedad Macri (SOCMA). Su estatuto social fue aprobado por decreto 840/97 del presidente Carlos Saúl Menem. Hasta entonces el servicio postal era prestado por ENCOTESA (Empresa Nacional de Correos y Telégrafos S. A.), la cual fue declarada en liquidación.
El 19 de noviembre de 2003 el presidente Néstor Kirchner rescindió el contrato de concesión por falta de pago del canon convenido y el servicio postal pasó a la Secretaría de Comunicaciones del Ministerio de Planificación Federal, Inversión Pública y Servicios de la Nación, el cual creó una Unidad Administrativa del servicio de correos. Posteriormente en junio de 2004 el Poder Ejecutivo creó Correo Oficial de la República Argentina.